# Souidania
Souidania là một đô thị thuộc tỉnh Alger, Algérie. Dân số thời điểm năm 2002 là 11.62 người.